# 이경재 (1932년)
이경재(李敬載, 1932년 12월 10일 ~ 2021년 3월 15일)는 대한민국의 정치인이다. 호는 옥암(玉巖), 본관은 광주이다.

## 학력
- 목포상업고등학교 졸업
- 조선대학교 법정대학 경제학과 학사
- 한양대학교 경영대학원 경영학 석사

## 경력
- 조선대학교 총학생회장
- 제13대 국회의원(전국구, 평화민주당)
- 제14대 국회의원(서울 구로구 을, 민주당)

## 저서
- 한국경제 이젠 바꿔야 한다

## 가족 관계
- 사촌 형 이중재 - 전 국회의원

## 역대 선거 결과
|  | 19.26% |

|  | 30.94% |

|  | 36.73% |

## 소속 정당
| 소속 정당 | 소속 정당      | 소속 기간 | 비고                |
| --------- | -------------- | --------- | ------------------- |
|           | 평화민주당     | 1987~1991 | 창당 정계 입문      |
|           | 신민주연합당   | 1991      | 당명 변경           |
|           | 민주당         | 1991~1995 | 합당                |
|           | 무소속         | 1995      | 탈당                |
|           | 새정치국민회의 | 1995~2000 | 창당                |
|           | 새천년민주당   | 2000~2005 | 합당                |
|           | 민주당         | 2005~2007 | 당명 변경 정계 은퇴 |
|           | 중도통합민주당 | 2007      | 합당                |
|           | 무소속         | 2007      | 탈당                |
|           | 대통합민주신당 | 2007~2008 | 창당                |
|           | 통합민주당     | 2008      | 합당                |
|           | 민주당         | 2008~2011 | 당명 변경           |
|           | 민주통합당     | 2011~2013 | 합당                |
|           | 민주당         | 2013~2014 | 당명 변경           |
|           | 새정치민주연합 | 2014~2015 | 합당                |
|           | 더불어민주당   | 2015~2016 | 당명 변경           |
|           | 무소속         | 2016      | 탈당                |
|           | 국민의당       | 2016~2018 | 창당                |
|           | 무소속         | 2018      | 탈당                |
|           | 민주평화당     | 2018~2020 | 창당                |
|           | 무소속         | 2020~2021 | 탈당 사망           |

## 같이 보기
- 대한민국 제13대 국회의원 선거 평화민주당 후보 목록#전국구
- 구로구 을 (1988년 선거구)
- 서울 구로구의 국회의원